# RuBisCO

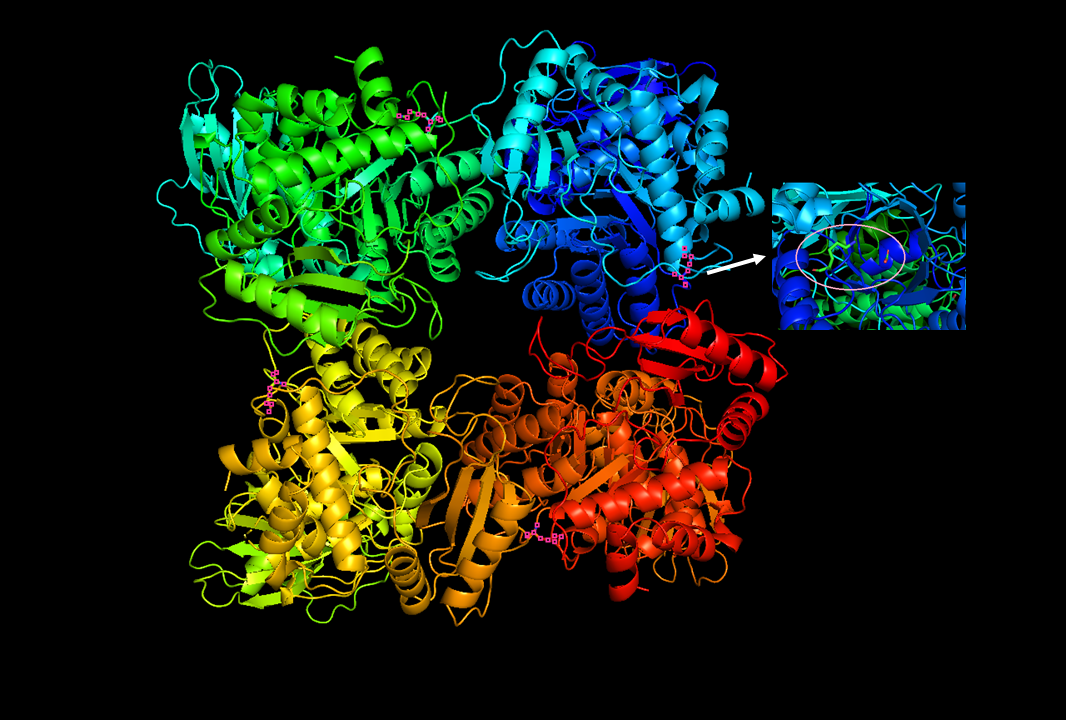
Structura RuBisCO activată din spanac

RuBisCO (provine de la ribulozo-1,5-bisfosfat carboxilază-oxigenază) este o enzimă implicată în prima etapă majoră din procesul de fixare a carbonului, prin care dioxidul de carbon atmosferic este convertit de plante și alte organisme fotosintetice la molecule care acționează ca sursă de energie, precum glucoza. Din punct de vedere chimic, enzima catalizează reacția de carboxilare a ribulozo-1,5-bisfosfatului (RuBP). Este probabil cea mai abundentă enzimă de pe Pământ.